# 桂祥
桂祥（1849年—1914年1月10日），那拉氏，满洲镶蓝旗（后抬入满洲镶黄旗）人，慈禧太后之弟，隆裕太后之父，同治帝的舅父，光緒帝的舅父兼岳父。清朝外戚、三等承恩公。

## 生平
桂祥是惠徵之子，慈禧太后之弟。同治13年任乾清門侍衛，光緒10年加副都統銜，光緒12年御前侍衛、鑲白旗漢軍副都統。
光绪十四年（1888年）十月初五日，长女那拉氏被选为光绪帝皇后:610。十月己亥，桂祥晋封三等承恩公，先後任正紅旗護軍統領、正黃旗護軍統領。光緒15年候補侍郎，光绪十六年十二月，工部右侍郎丰烈调任盛京兵部侍郎。承恩公桂祥出任工部右侍郎，兼管钱法堂事务、右翼前鋒統領。光緒17年，鑲黃旗蒙古副都統。光緒18年管理神機營事務，光緒20年加入八分輔國公銜，鑲白旗漢軍都統，統帶神機營馬步各營駐紮山海關、後紮薊州。光緒22年統帶神機營馬步各營駐紮南苑，光緒23年崇文門副監督。光緒26年內大臣。
光绪二十八年四月，派承恩公桂祥、辅国公载卓，管理健锐营事务。後任梁格莊住班御前侍衛，宣統1年賞食入八分輔國公雙俸。
民国二年（1913年）一月六日《政府公报》载，“载功、景沣、贡桑诺尔布、色楞额、魁斌、溥伦、桂祥、博迪苏著管理值年旗事务。”当时，载功为镶黄旗蒙古都统，景沣为正黄旗蒙古都统，贡桑诺尔布为正白旗满洲都统，色楞额为正红旗汉军都统，魁斌为镶白旗满洲都统，溥伦为镶红旗满洲都统，桂祥为正蓝旗满洲都统，博迪苏为镶蓝旗满洲都统。
民国二年十二月十五日（1914年1月10日），原御前侍衛、正藍旗滿洲都統、三等承恩公桂祥逝世，溥儀賞給陀羅經被，并派貝子溥伒前往奠醪，賞銀五千两用于治喪。

## 家庭
- 父：惠徵
- 叔父：惠春
- 兄弟：照祥、佛佑
- 嫡妻，爱新觉罗氏，光绪三十年（1904年）逝世[5]:610。
- 长子：德恒
- 次子：德祺
- 长女：隆裕太后，静芬，生母爱新觉罗氏[5]:610。
- 二女：辅国公载泽嫡福晋，年幼隆裕太后四岁[5]:610。
- 三女：早夭[5]:610。
- 四女：順承郡王訥勒赫嫡福晋[20]，年幼隆裕太后十余岁[5]:610—611。
- 乾兒子：崔玉貴